# Ctenanthe oppenheimiana
Ctenanthe oppenheimiana là một loài thực vật có hoa trong họ Marantaceae. Loài này được (E.Morren) K.Schum. mô tả khoa học đầu tiên năm 1902.

## Hình ảnh

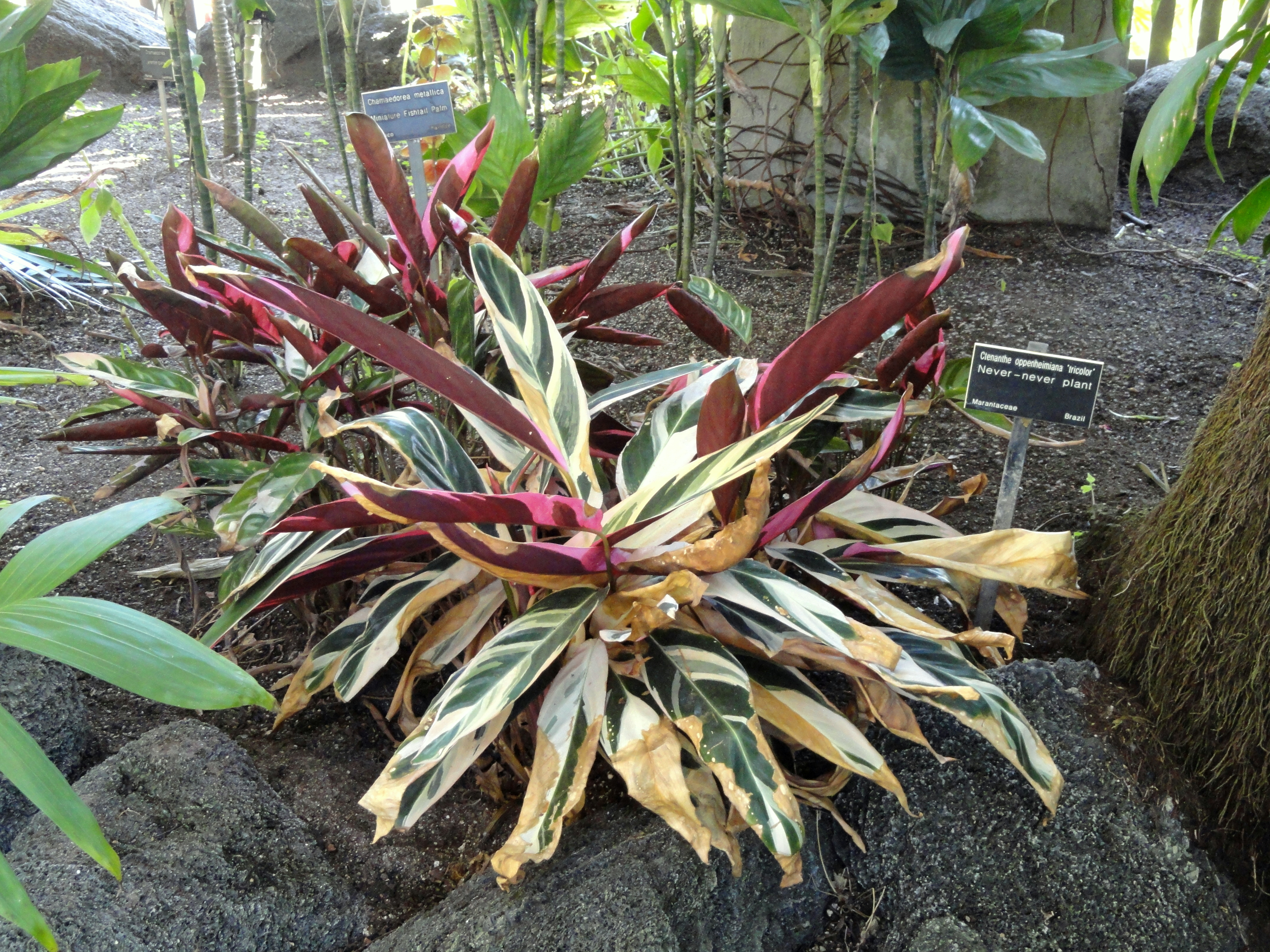
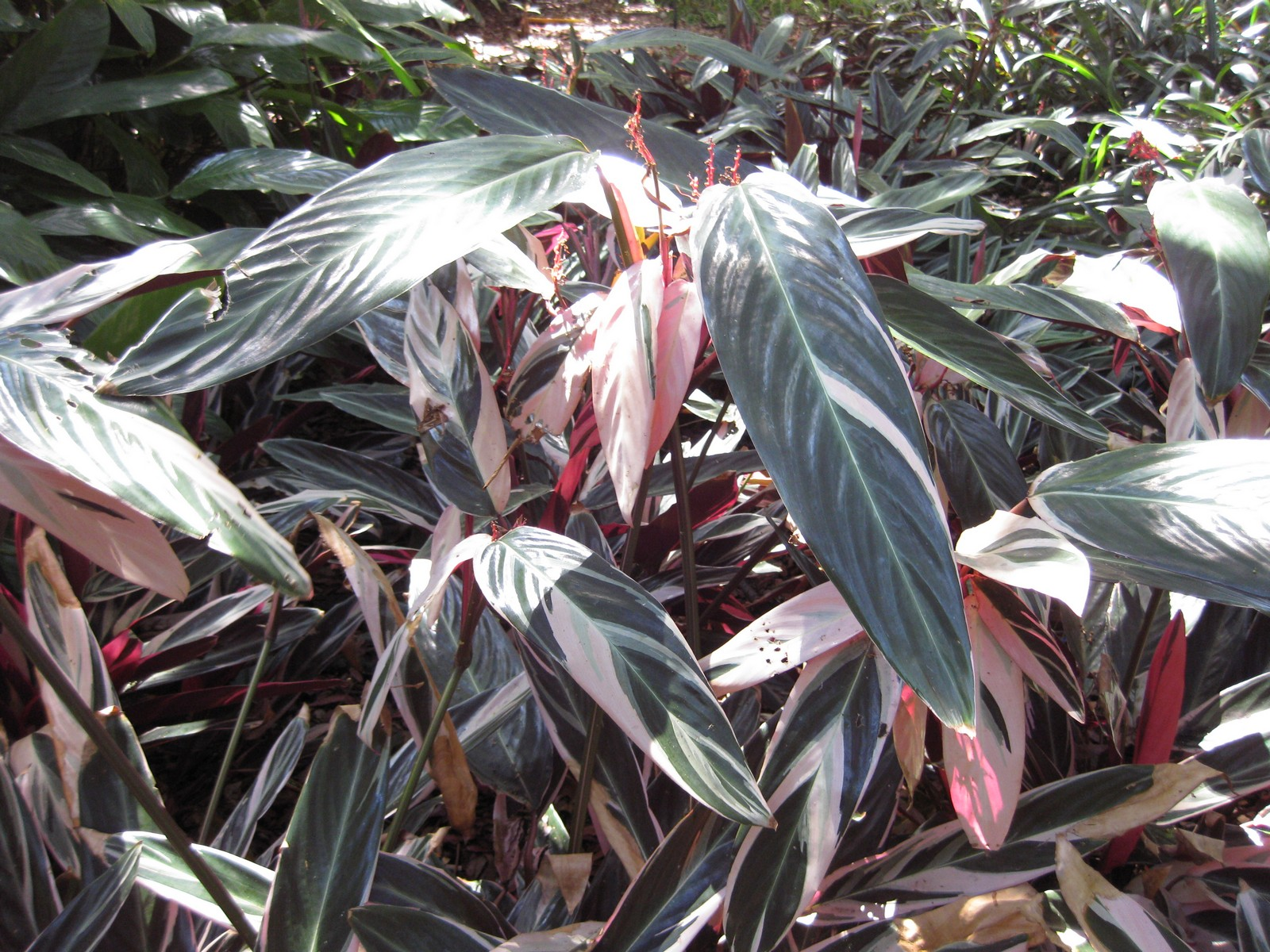
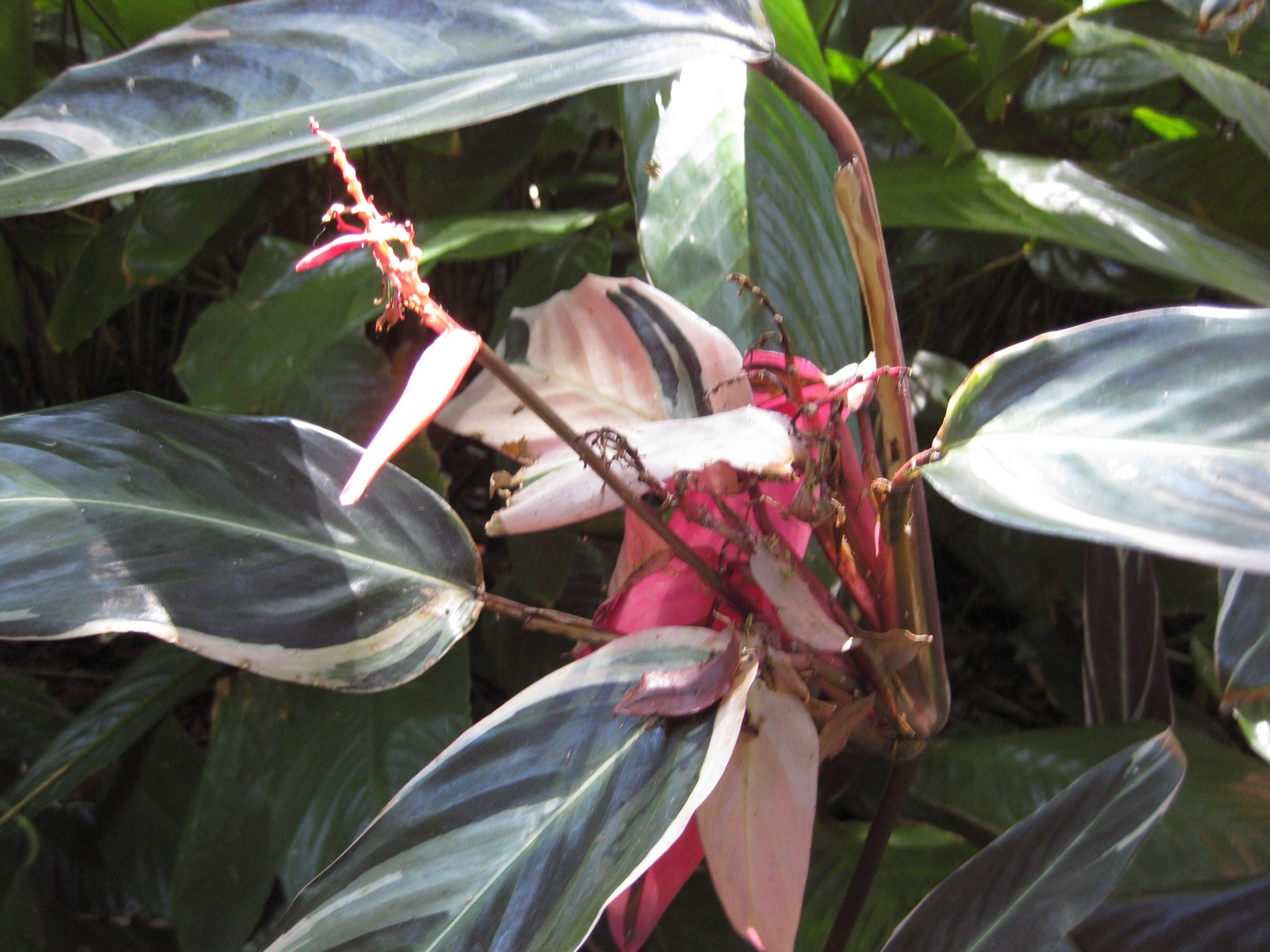
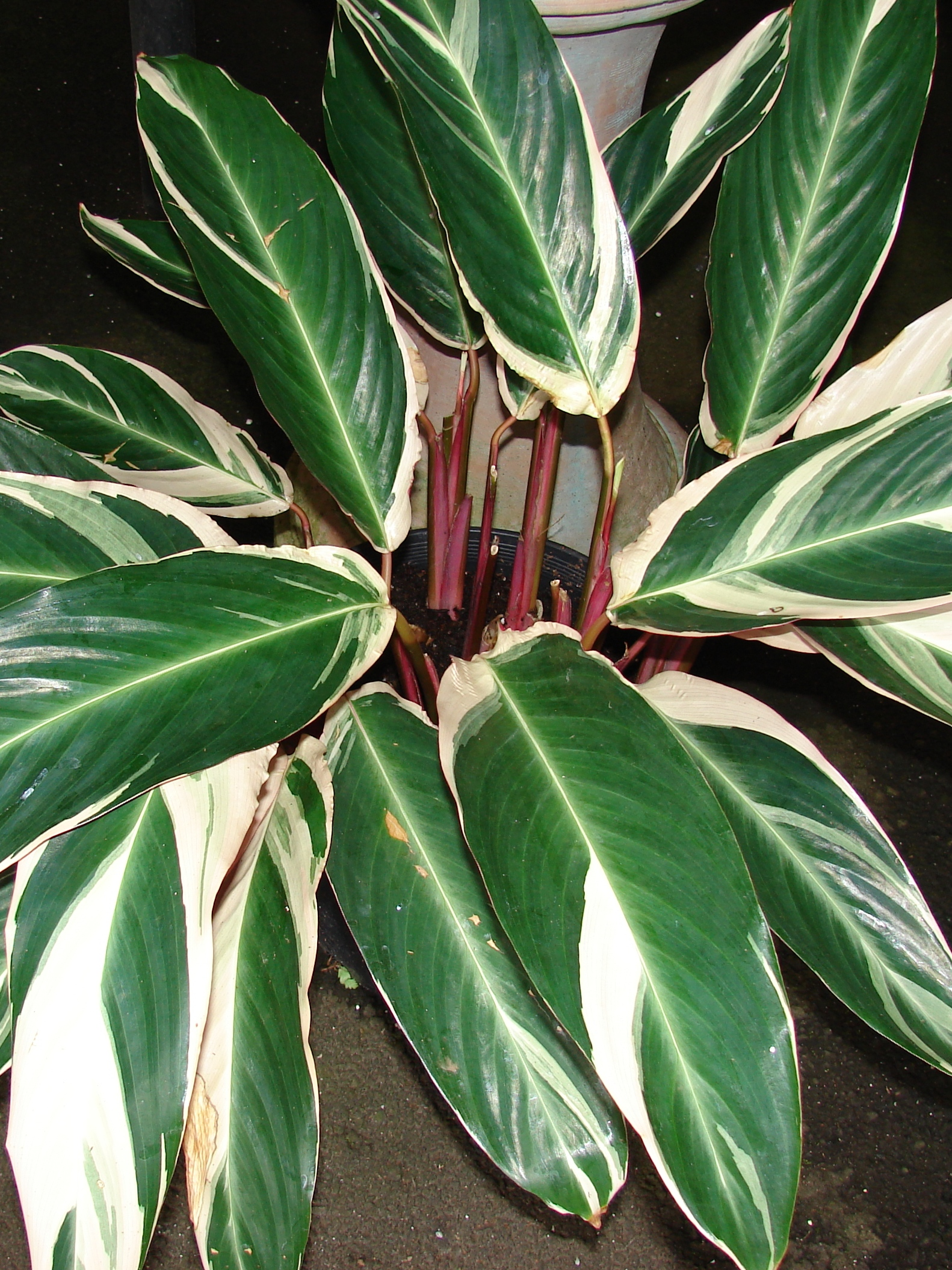